# Key with Society Workers
key with Society Workers（キー ウィズ ソサイエティ･ワーカーズ）は、日本のバンド。名古屋を中心に活動。2010年結成。2011年7月13日インディーズ1stCD「ナツコイ」リリースと同時に”key”に改名

## メンバー

### key
2012.12.27から～）
- Vo. myka（2月17日生まれ、O型） http://kwsw.jp/myka/#!/
- Vo.&RAP. DELARYOTA（3月11日生まれ、B型）

～2012.7.28まで)
- Vo. ap.（3月30日生まれ、B型）

### Society Workers
- Gt. akiya
- Ba. 83(ヤス)　ex-CHERRYBLOSSOM、ex-midnightPumpkin
- DJ. maru
- Dr. ひこやん

～2012.07.28まで）
- Gt. YU-ICHI　ex-midnightPumpkin

～？？？まで）
- Dr. きんたろ

## 経歴
- 元CHERRYBLOSSOMの83がプロデュースするMC×Voの2人組ユニット『key』と、同じく83が率いるバンド『Society Workers』が合体する形で、2010年に結成された。
- “key"の由来は、｢次世代の音楽シーンの鍵となるように｣と83が命名した。
- ap.様がソロ活動を理由に脱退。mykaが新ボーカルとして新生keyが始動
- 2014年8月末を以て、mykaが個人的理由にてkey脱退を発表。

## DISCOGPHAFY
- 2011.07.13 1st MAXI SINGLE『ナツコイ』発売
- 2012.02.01 1stMINI ALBUM 『ひだまり』発売
- 2013.03.06 2nd MAXI SINGLE 『桜ナク恋ノ物語』発売

※本シングルより、VO.myka Gt.akiya　にメンバーが変更
- 2014.03.10 配信限定10作連続リリース第1弾『桜センチメンタル』発売

※Dwangoのみ。itunes等は2014.3.19から
※以下、itunes主体で記載しています。
- 2014.04.23 配信限定10作連続リリース第2弾『我夢者ランナー』発売
- 2014.05.21 配信限定10作連続リリース第3弾『May be...』発売
- 2014.06.18 配信限定10作連続リリース第4弾『空時々雨のち恋』発売
- 2014.07.23 配信限定10作連続リリース第5弾『妄想常夏恋愛ファイター』発売
- 2014.08.26 配信限定10作連続リリース第6弾『サヨナラノハナビ』発売

## TOUR

### 喉が渇いたら烏龍茶！ みんなとス・テ・keyツアー】
- 2011/7/15渋谷eggman
- 2011/7/23博多VIVRE HALL
- 2011/7/24小倉WOW
- 2011/7/26広島NAMIKI JUNCTION
- 2011/7/31大阪KING COBRA
- 2011/8/13名古屋CLUB QUATTRO

PRE RELEASE PARTY
- 2011/7/1(金)@鶴舞DAYTRIP

TOUR FINAL
- 2011/8/13(土)@NAGOYA CLUB QUATTRO
- CMAJOR COLLECTION 1st anniversary
- ～ナツコレSP2011～
- NAGOYA CLUB QUATTRO

### みんなの心にひだまりツアー!!】
- 2012/2/10　愛知@新栄APOLLO THEATER
- 2012/2/11　東京@渋谷eggman
- 2012/2/18　大阪@福島LIVE SQUARE 2nd LINE
- 2012/2/19　滋賀@滋賀U★STONE
- 2012/2/21　大阪@心斎橋CLUB DROP
- 2012/2/25　長野@上諏訪CLUB ROCK HEARTS
- 2012/3/09　京都@京都MUSE
- 2012/3/10　大阪@心斎橋AtlantiQs
- 2012/3/11　兵庫@神戸KINGS CROSS
- 2012/3/17　長崎@長崎アストロスペース
- 2012/3/18　福岡@小倉WOW
- 2012/3/19　広島@広島CAVE-BE
- 2012/3/24　東京@渋谷eggman
- 2012/3/26　新潟@新潟CLUB RIVERST
- 2012/3/31　石川@金沢vanvanV4

### TOUR FINAL
- 2012/4/01　愛知@新栄APOLLO THEATER

### ■2013年
- 2013/07/06 @名古屋HOLIDAY
- Key Station 番外編　おっとっと！３周年だぜ！急だけど…全員集合!!
- ～ ワンマンへの道のり 其ノ一 ～

- 2013/8/10@鶴舞DAYTRIP

KeyStation　Vol.5　～ワンマンへの道のり其ノ弐～
key VS AZURE 名古屋ど祭りあずきーツーマンshow！！
- 2013/9/23@今池3star

KeyStation　Vol.6　～ワンマンへの道のり其ノ参～
key VS CAMOUFLAGE
KEYもFLAGE!?ついに２マンしちゃってるdays!!
- 2013/12/01 @鶴舞DAYTRIP

KeyStation　Vol.7　～ワンマンへの道のり 其ノ四～
key VS ツユリサナ(Sana.)
アコースティックでもたまにはいいんじゃない!?
○ワンマンライブ
- 2013/12/13@新栄APOLLOTHEATER

KeyStation　OneMan　～ダメンジャーズ Showtime!!～

### keyとDraftkingのkeyドラNight☆ツアー
- 2014/4/19(土)　名古屋大須MID Keystation Vol.5　～ガールズボーカルコレクション～
- 2014/4/21(月)　大阪LIVE HOUSE D'
- 2014/4/25(金)　博多Queblick ※
- 2014/4/27(日)　小倉FUSE
- 2014/4/28(月)　広島ナミキジャンクション
- 2014/5/2(金)　 新潟RIVERST　※

※の付いている日はDraftking出演致しません。
- 2014/5/24(土)渋谷BURROW

Keystation Tour Final ONEMAN vol.2 in TOKYO　～ダメンジャーズ Showtime!!～